# Leggi di Keplero
Le leggi di Keplero sono tre leggi concernenti il movimento dei pianeti. Sono il principale contributo di Johannes von Kepler all'astronomia e alla meccanica.
L'astronomo tedesco le derivò studiando le osservazioni di Tycho Brahe. Isaac Newton, successivamente, dedusse dalle leggi di Keplero la spiegazione dinamica dei moti planetari introducendo, quale causa del moto, una forza, detta forza di gravitazione universale. Newton dimostrò anche il teorema inverso, ossia che dalla sua legge generale del moto e dalla forza di gravità si ottengono, nella stessa maniera, le leggi di Keplero.

## Prima Legge (Legge delle orbite ellittiche, 1609)

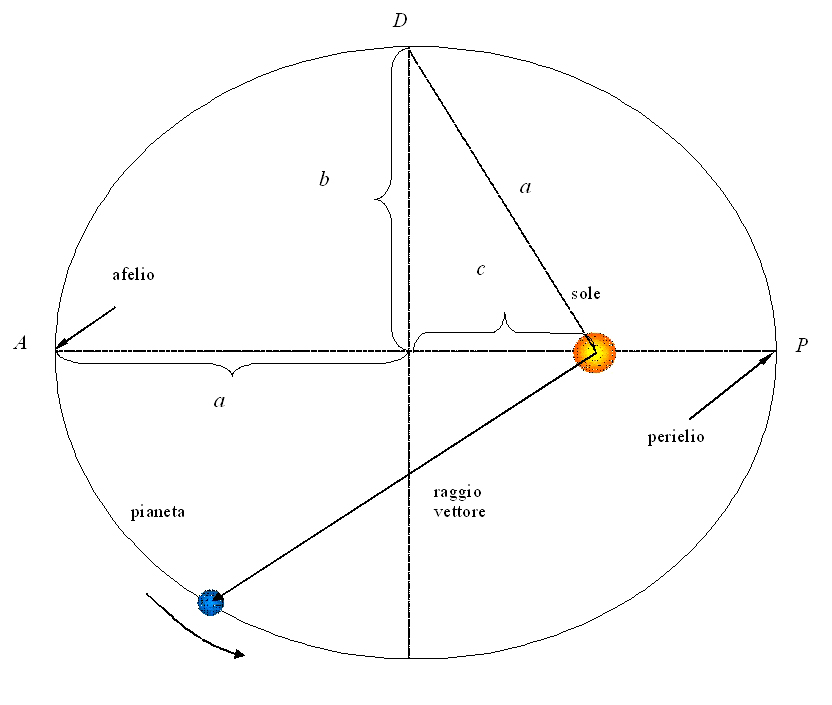
Parametri caratteristici dell'orbita, con i nomi degli apsidi per il caso di un'orbita intorno al Sole

La prima legge, formulata nel 1609, afferma che: 
Con questa legge, Keplero propose un modello eliocentrico in cui le orbite non sono circolari ma ellittiche, e in questo modo fu il primo a rinunciare alla forma perfetta; egli fu supportato, nel farlo, dai dati osservativi ottenuti da Tycho Brahe. Questa legge è molto importante perché essa separa definitivamente la teoria eliocentrica di Nicolò Copernico dalla teoria geocentrica di Tolomeo.
Osserviamo che, poiché l'ellisse è una figura piana, i moti dei pianeti avvengono in un piano, detto piano orbitale. Per la Terra tale piano è detto eclittica.
L'equazione dell'ellisse è
{\displaystyle {\frac {x^{2}}{a^{2}}}+{\frac {y^{2}}{b^{2}}}=1}
Nella figura a fianco è rappresentata un'orbita ellittica, con indicati i suoi parametri caratteristici: semiasse maggiore (a), semiasse minore (b), semidistanza focale (c), eccentricità (e).
Fra questi parametri sussistono le seguenti relazioni:
{\displaystyle c={\sqrt {a^{2}-b^{2}}}}
{\displaystyle e={\frac {c}{a}}}, da cui {\displaystyle e={\sqrt {1-{\frac {b^{2}}{a^{2}}}}}}
Per l'ellisse l'eccentricità è compresa tra 0 e 1 (e = 0 per la circonferenza) ma per la maggior parte dei pianeti risulta e<1. L'ellisse in figura ha un'eccentricità di circa 0,5: un'ellisse con tale caratteristica è assai frequente tra le orbite degli asteroidi. Alcune eccentricità dei pianeti: 0,0167 per la Terra, 0,0934 per Marte e 0,2482 per Plutone (un pianeta nano). Solo Mercurio e Marte hanno eccentricità di un certo valore, le altre orbite possono essere considerate circolari.
Le parti più importanti dell'ellisse sono il raggio vettore che unisce il centro del sole al centro di un pianeta. Poi troviamo la linea degli apsidi, che è la retta passante per i due fuochi dell'ellisse insieme ai suoi punti di intersezione con l'ellisse chiamati apsidi o vertici. 
Da questa legge capiamo inoltre che la distanza della Terra dal Sole non è sempre uguale ma cambia. Infatti il punto in cui il nostro pianeta si trova più distante dal Sole è detto afelio, mentre il punto in cui la Terra è più vicina al Sole si chiama perielio. Le corrispondenti distanze vengono dette distanza al perielio {\displaystyle d_{p}} e distanza all'afelio {\displaystyle d_{a}}.
Risulta:
{\displaystyle d_{p}+d_{a}=2a}
{\displaystyle c={\frac {d_{a}-d_{p}}{2}}}
{\displaystyle d_{p}=a-c=a-ae=a(1-e)}
{\displaystyle d_{a}=a+c=a+ae=a(1+e)}
{\displaystyle e={\frac {d_{a}-d_{p}}{d_{a}+d_{p}}}}
Si può inoltre ricavare tale legge partendo dalla Legge di gravitazione universale di Newton:
{\displaystyle {\overrightarrow {F}}=G{\frac {m_{1}m_{2}}{r^{2}}}{\widehat {u}}_{r}}
ponendo: {\displaystyle Gm_{1}m_{2}=\alpha }   ed essendo {\displaystyle {\widehat {u}}_{r}={{d{\widehat {u}}_{\theta }} \over {dt}}\cdot {\frac {1}{\dot {\theta }}}} allora possiamo riscrivere l'equazione nel seguente modo:
{\displaystyle m{{d{\overrightarrow {v}}} \over {dt}}={\frac {\alpha }{r^{2}{\dot {\theta }}}}{\frac {d{\widehat {u}}_{\theta }}{dt}}}
poiché il modulo del momento angolare {\displaystyle p} si può scrivere come {\displaystyle p=mr^{2}{\dot {\theta }}} allora moltiplicando e dividendo per {\displaystyle m} nell'equazione precedente otterremo:
{\displaystyle m{{d{\overrightarrow {v}}} \over {dt}}={\frac {m\alpha }{p}}{\frac {d{\widehat {u}}_{\theta }}{dt}}}
{\displaystyle {\frac {d}{dt}}({\overrightarrow {v}}-{\frac {\alpha }{p}}{\widehat {u}}_{\theta })=0}
integrando l'equazione differenziale: {\displaystyle {\overrightarrow {v}}{\frac {p}{\alpha }}-{\widehat {u}}_{\theta }=e{\widehat {\jmath }}} dove {\displaystyle {\widehat {\jmath }}} è il versore calcolato in perielio in cui {\displaystyle {\widehat {u}}_{\theta }} e {\displaystyle {\overrightarrow {v}}} sono perpendicolari.
Tramite il precedente risultato possiamo ottenere l'equazione della traiettoria in coordinate polari moltiplicando scalarmente tutto per {\displaystyle {\widehat {u}}_{\theta }}:
{\displaystyle ({\dot {r}}{\widehat {u}}_{r}+r{\dot {\theta }}{\widehat {u}}_{\theta }){\frac {p}{\alpha }}\cdot {\widehat {u}}_{\theta }-1=e{\widehat {\jmath }}\cdot {\widehat {u}}_{\theta }}
{\displaystyle r{\dot {\theta }}{\frac {p}{\alpha }}=1+e\cos \theta }  sostituendo {\displaystyle {\dot {\theta }}} si ottiene:{\displaystyle {\frac {p^{2}}{mr\alpha }}=1+e\cos \theta } e infine isolando {\displaystyle r} avremo:
{\displaystyle r={\frac {p^{2}}{m\alpha }}\cdot {\frac {1}{1+e\cos \theta }}} ottenendo così l'equazione della traiettoria ellittica.

## Seconda Legge (Legge delle aree, 1609)
La seconda legge afferma che: 

### Dimostrazione e conseguenze della seconda legge

Illustrazione della legge delle aree

La seconda legge di Keplero non è altro che la conservazione del momento angolare orbitale, da cui discende la costanza della velocità areolare. 
Dimostriamo entrambe le proprietà. 
- Il momento angolare orbitale del pianeta si conserva.

La costanza del momento angolare, deriva, a sua volta, dal fatto che la forza è centrale. 
Dire che la forza {\displaystyle {\overrightarrow {F}}} agente sul pianeta è centrale, significa dire che, qualunque sia la posizione del pianeta, essa è parallela al raggio vettore {\displaystyle {\overrightarrow {r}}}.  
Si ha inoltre, dal secondo principio della dinamica: 
{\displaystyle {\overrightarrow {F}}=m{\overrightarrow {a}}}
dove m ed {\displaystyle {\overrightarrow {a}}} sono rispettivamente la massa del pianeta e la sua accelerazione; 
si ha anche, per definizione di momento angolare orbitale {\displaystyle {\overrightarrow {L}}} : 
{\displaystyle {\overrightarrow {L}}=m{\overrightarrow {r}}\times {\overrightarrow {v}}}
dove il simbolo {\displaystyle \times } denota il prodotto vettoriale e {\displaystyle {\overrightarrow {v}}} è la velocità del pianeta. 
A questo punto, osserviamo che:
{\displaystyle {\frac {\operatorname {d} {\overrightarrow {L}}}{\operatorname {d} t}}=m\left({\frac {\operatorname {d} {\overrightarrow {r}}}{\operatorname {d} t}}\times {\overrightarrow {v}}+{\overrightarrow {r}}\times {\frac {\operatorname {d} {\overrightarrow {v}}}{\operatorname {d} t}}\right)=m{\overrightarrow {v}}\times {\overrightarrow {v}}+m{\overrightarrow {r}}\times {\overrightarrow {a}}=}
{\displaystyle =m{\overrightarrow {v}}\times {\overrightarrow {v}}+{\overrightarrow {r}}\times (m{\overrightarrow {a}})=m{\overrightarrow {v}}\times {\overrightarrow {v}}+{\overrightarrow {r}}\times {\overrightarrow {F}}}
ma entrambi i prodotti vettoriali sono nulli perché coinvolgono vettori paralleli, pertanto: 
{\displaystyle {\frac {\operatorname {d} {\overrightarrow {L}}}{\operatorname {d} t}}=0}
ossia 
{\displaystyle {\overrightarrow {L}}={\text{costante}}}
- La velocità areolare è costante.

{\displaystyle \Delta S={\frac {1}{2}}{OA}\cdot {AB}\cdot \sin(\theta )}
La velocità areolare è quindi
{\displaystyle v_{A}=\lim _{\Delta t\rightarrow 0}{\frac {\Delta S}{\Delta t}}={\frac {1}{2}}vr\sin(\theta )}
essendo
{\displaystyle v=\lim _{\Delta t\rightarrow 0}{\frac {AB}{\Delta t}}}
la velocità orbitale istantanea. Poiché {\displaystyle mvr\sin(\theta )} è il modulo del momento angolare, risulta {\displaystyle v_{A}={\frac {L}{2m}}}. Pertanto, se L è costante, anche {\displaystyle v_{A}} lo è.
La seconda legge di Keplero risulta quindi generalizzabile a un qualsiasi moto centrale, legando l'accelerazione tangenziale alla velocità areolare.
- La velocità orbitale non è costante, ma varia lungo l'orbita. Le due aree evidenziate nella figura qui a fianco sono infatti uguali e vengono quindi percorse nello stesso tempo. In prossimità del perielio, dove il raggio vettore è più corto che nell'afelio, l'arco di ellisse è corrispondentemente più lungo. Ne segue quindi che la velocità orbitale è massima al perielio e minima all'afelio.

Animazione della seconda legge.

- La componente della velocità ortogonale al raggio vettore per una determinata orbita è inversamente proporzionale al modulo del raggio vettore. Questa è una conseguenza della conservazione del momento angolare. Infatti, indicato con {\displaystyle \theta } l'angolo tra il raggio vettore e la tangente all'orbita, ossia tra il raggio vettore e il vettore velocità, il modulo del momento angolare {\displaystyle L=mvr\sin(\theta )} è costante, ma {\displaystyle v\sin(\theta )} rappresenta la componente {\displaystyle v_{\perp }} della velocità ortogonale al raggio vettore; pertanto, il prodotto {\displaystyle mv_{\perp }r} è costante e, dato che anche la massa m è costante, è evidente che {\displaystyle v_{\perp }} è inversamente proporzionale al modulo r del raggio vettore.

Importante: In generale, la componente {\displaystyle v_{\perp }} della velocità ortogonale al raggio vettore non coincide con la componente {\displaystyle v_{t}} della velocità tangenziale all'orbita. Invece, ciò è sicuramente vero quando l'orbita è circolare.
- Sul pianeta viene esercitata una forza centrale, cioè diretta secondo la congiungente tra il pianeta e il Sole. La seconda legge della dinamica per i sistemi in rotazione è

{\displaystyle {\frac {\operatorname {d} {\overrightarrow {L}}}{\operatorname {d} t}}={\overrightarrow {M}}}
dove {\displaystyle {\overrightarrow {M}}} è il momento meccanico applicato. Poiché {\displaystyle {\overrightarrow {L}}} si conserva, la sua variazione è nulla e quindi anche {\displaystyle {\overrightarrow {M}}} è nullo. Questo può accadere solo se {\displaystyle {\overrightarrow {F}}} è parallelo a {\displaystyle {\overrightarrow {r}}}, cioè è diretto come la congiungente con il Sole.

## Terza Legge (Legge dei periodi, 1619-1620)
La terza legge afferma che:

Grafico logaritmico del semiasse maggiore (in Unità Astronomiche) in funzione del periodo orbitale (in anni terrestri) per gli otto pianeti del Sistema Solare. Dati da Planetary Fact Sheet - Ratio to Earth Values (NASA).

Il rapporto tra il quadrato del periodo di rivoluzione e il cubo del semiasse maggiore dell'orbita è lo stesso per tutti i pianeti.
Questa legge può essere espressa in forma matematica nel modo seguente:
{\displaystyle T^{2}={K}\cdot {a^{3}}}
dove {\displaystyle a} è il semiasse maggiore dell'orbita, T  il periodo di rivoluzione e K una costante (a volte detta di Keplero), che dipende dal corpo celeste attorno al quale avviene il moto di rivoluzione. 
Se si considera il moto di rivoluzione dei pianeti del sistema solare attorno al Sole e si misurano le distanze in unità astronomiche e il tempo in anni siderei (come nella figura qui a fianco) K vale 1. 
La terza legge vale anche per i satelliti che orbitano intorno ai pianeti: in tal caso, il valore della costante cambia da pianeta a pianeta_; mentre per un fissato pianeta essa è uguale per tutti i satelliti del suddetto pianeta. 
Per un'orbita circolare la formula si riduce a
{\displaystyle T^{2}=K{r^{3}}}
dove r è il raggio dell'orbita.
Si può dimostrare che {\displaystyle K={\frac {4\pi ^{2}\mu }{|k|}}}, con {\displaystyle k=Gm_{1}m_{2}} per il caso gravitazionale e {\displaystyle \mu } massa ridotta. La dimostrazione è particolarmente semplice nel caso di orbita circolare di raggio {\displaystyle a} e nell'approssimazione in cui una massa (per esempio quella del sole) sia molto più grande dell'altra (pianeta), ovvero {\displaystyle m_{1}\gg m_{2}}. La forza di attrazione gravitazionale è {\displaystyle F_{G}={\frac {Gm_{1}m_{2}}{a^{2}}}}, e la forza centripeta (supponendo {\displaystyle m_{1}} fissa) è {\displaystyle F_{C}=m_{2}\omega ^{2}r} dove {\displaystyle \omega ={\frac {2\pi }{T}}}  è la pulsazione e {\displaystyle T} il periodo. Uguagliando le due forze si ottiene 
{\displaystyle {\frac {4\pi ^{2}}{T^{2}}}={\frac {Gm_{1}}{a^{3}}}}

## Limiti di validità delle leggi di Keplero e loro applicabilità
Va specificato che le leggi di Keplero così formulate sono esatte se e solo se sono soddisfatte le seguenti ipotesi:
- la massa del pianeta è trascurabile rispetto a quella della stella di riferimento;
- il pianeta e la stella possono essere modellizzati come punti materiali;
- si possono trascurare le interazioni tra diversi pianeti, o tra pianeta e altri corpi come satelliti (tali interazioni portano a leggere perturbazioni sulla forma delle orbite);
- l'intensità della gravità permette di trascurare gli effetti della teoria della relatività generale.

Ci si è riferiti sempre ai pianeti, ma le tre leggi di Keplero sono applicabili a qualunque corpo orbitante intorno ad un altro, per esempio ai satelliti, naturali o artificiali (sempre sotto le ipotesi qui sopra).

## Nella cultura popolare
Nel 2017 il cantante e divulgatore Lorenzo Baglioni, nello spirito didattico e di demistificazione che lo contraddistingue, ha dedicato un singolo all'argomento, intitolato appunto Le leggi di Keplero.